# Бирсель, Гюльсе
Гюльсе Бирсель (урождённая Шенер; род. 11 марта 1971) — турецкая актриса, телеведущая, редактор, сценарист и обозреватель.

## Биография
Гюльсе Бирсель родилась 11 марта 1971 года в Стамбуле, третьим ребёнком Гюльтекина и Семихи Шенер. Её отец был юристом, мать — домохозяйкой. Имя девочки было выбрано из первых слогов имён её матери и отца.
Окончила среднюю школу в Бейоглу Анадолу. Она мечтала о профессии артиста ещё в школьные годы, однако по желанию своей семьи она сначала поступила в Университет Богазичи на факультет экономики. Между 1994 и 1996 годами она получила профессию магистра изящных искусств в Колумбийском университете.
Ещё на втором курсе университета Гюльсе Бирсель начала работать в журнале Aktüel. По возвращении в Турцию в 1996 году начала работать в ATV (сокр. Actual Television), где писала информационные бюллетени. Год спустя Гюльсе была назначена главным редактором журнала Esquire Turkey. С декабря 1997 по 2003 год была главным редактором Harper’s Bazaar Turkey. В 2001—2002 годах работала обозревателем в газете Sabah. В этот период она также работала в качестве генерального координатора в развлекательном журнале FHM (англ. For Him Magazine)..
В марте 2002 года она дебютировала на телевидении с клипом. В марте 2003 года она опубликовала сценарий клипа вместе со статьями, вышедшими ранее в книге под названием «Gayet Ciddiyim». До марта 2004 года она работала ведущей и сценаристом клипов.
В марте 2003 года вместе с Левентом Оздилеком она сыграла главную роль в сериале ATV «Эйва»! В феврале 2004 года начала работать как актриса и сценарист в сериале ATV Avrupa Yakası, которая завершилась в июне 2009 года. В мае 2004 года вышла в свет её вторая книга «Hâlâ Ciddiyim». Дебютировала в кино в 2005 году с фильмом «Hırsız Var!». В августе 2005 года издана её третья книга.
В апреле 2008 года Гюльсе удостоена чести нести факел Летних Олимпийских игр 2008 года в Стамбуле В 2009 году она появилась в своей первой кинематографической роли в фильме 7 Kocalı Hürmüz.
Четвёртая книга Бирсель Velev ki Ciddiyim! была выпущена в декабре 2009 года, а затем в июне 2011 года увидела свет её пятая книга «Язлык». В январе 2012 года она начала работать в качестве актрисы и сценариста в сериале «Канал Д», который длился четыре года.
В марте 2013 года она начала работать обозревателем Hürriyet .Её шестая книга, Memleketi Ben Kurtaracağım! была издана в ноябре 2015 года.
Первый художественный фильм Aile Arasında, в котором она выступила как сценарист и актриса, был снят в декабре 2017 года. В феврале 2018, она начала работать в качестве сценариста и ведущего актрисы на Star TV. В октябре 2019 года Бирсель объявила о своём уходе с поста обозревателя газеты Hürriyet.

## Личная жизнь
Гульсе Бирсель вышла замуж за Мурада Бирселя, журналиста и актёра, с которым она познакомилась в августе 1999 года в Каннах. У четы нет детей. Они живут в Ишанташи. В августе 2014 года скончалась мать Семиха Шенер.